# 瓦澤裸背電鰻
瓦澤裸背電鰻，為輻鰭魚綱電鰻目裸背電鰻科的其中一種，為熱帶淡水魚，分布於南美洲巴西與祕魯的亞馬遜河流域，體長可達28.5公分，棲息在水生植物漂浮的洪氾區底中層水域，生活習性不明。

## 扩展阅读
維基物種上的相關：瓦澤裸背電鰻